# أواجيق
أواجيق (بالفارسية: آواجیق) هي مدينة تقع في محافظة أذربيجان الغربية في إيران. هذه المدينة هي المنطقة الحضرية الواقعة في أقصى غرب إيران من حيث الإحداثيات الجغرافية والسكنية. يقدر عدد سكانها بـ 1,649 نسمة .